# Sansevieria downsii
Espèce
Classification APG III (2009)
Sansevieria downsii, également appelée Dracaena downsii, est une espèce de plantes de la famille des Liliaceae et du genre Sansevieria.

## Description
Plante succulente, Sansevieria downsii est une espèce de sansevières touffues à feuilles longues assez triangulaires de section cylindrique avec un repliement marqué. Elles sont de couleur bleu-vert striées de zone vert-clair avec des bords brun-clair.

## Distribution et habitat
L'espèce est originaire de l'Afrique de l'Est, en particulier du district de Rumphi au Malawi et du nord du Mozambique et a été identifiée comme espèce à part entière en 2000 par Juan Chahinian.